# Ruru Honda
 (mai 2025).
Si vous disposez d'ouvrages ou d'articles de référence ou si vous connaissez des sites web de qualité traitant du thème abordé ici, merci de compléter l'article en donnant les références utiles à sa vérifiabilité et en les liant à la section « Notes et références ».
Pour les articles homonymes, voir Honda (homonymie).
Ruru Honda (本多ルル, Honda Ruru, née le 18 mars 1976 à Shenyang, à Liaoning, en Chine), alias RuRu (prononcé "Loulou"), est une chanteuse pop d'origine chinoise, naturalisée japonaise en 1999. Elle débute en 1999 sous le pseudonyme RuRu avec le groupe de J-pop du Hello! Project Taiyo to Ciscomoon, renommé T&C Bomber en 2000, et participe également au groupe temporaire Kiiro 5 en 2000.
Elle quitte le H!P à la séparation de son groupe fin 2000, et continue sa carrière en solo sous le label japonais Avex, se concentrant sur le marché chinois. Elle sort un album en japonais en 2007.

## Discographie
Albums en mandarin
1. février 2001 : Měilì Xīnqíng (美麗心情)
2. 9 janvier 2002 : Single
3. 21 novembre 2003 : sweet talk Gēn wǒ Shuō (sweet talk 跟我説)

Single en mandarin
1. 1er décembre 2005 : Nǐ Yīdiǎn Dōu Méi Biàn (你一点都没变

Albums en japonais
1. 4 avril 2007 : Shoshin (初心?)

## Divers
DVD
- 2004.11.?? : sweet talk

Portfolio
- 2002.02.20 : COSMOS

## Liens
- (ja) Blog officiel de RuRu Honda